# Camisia oregonae
Camisia oregonae är en kvalsterart som beskrevs av Matthew J. Colloff 1993. Camisia oregonae ingår i släktet Camisia och familjen Camisiidae. Inga underarter finns listade.